# Aura Centrum Olsztyna
Aura Centrum Olsztyna – galeria handlowa w Olsztynie i w województwie warmińsko-mazurskim. Otwarcie nastąpiło 19 października 2005, pod nazwą „Alfa Centrum”. 23 września 2009 roku nastąpiło otwarcie drugiej dobudowanej części galerii. Od 5 października 2013 roku galeria nosi nazwę obecną.
Właścicielem obiektu od marca 2012 roku był brytyjski fundusz Rockspring Property Investment Managers. Sprzedaż centrum handlowego Alfa Olsztyn przez fundusz Arka BZ WBK zamknęła się w kwocie 84 mln euro i została uznana za 3 największą transakcję na rynku nieruchomości komercyjnych w I półroczu 2012 roku w Polsce. W momencie nabycia Centrum nowy właściciel rozpoczął realizację planu modernizacji obiektu. Jako część tego procesu oraz w związku z ograniczeniami praw do nazwy Centrum podjęto decyzję o rebrandingu na Aura Centrum Olsztyna.
Kolejnym właścicielem obiektu, od 2018 roku, jest fundusz Rockcastle Poland Sp. z o.o.

## Obiekt
Galeria Aura Centrum usytuowana jest w centrum Olsztyna przy alei Piłsudskiego 16. Zajmuje ponad 58 000 m² (w tym w tym ok. 25 000 m² powierzchni handlowej). Galeria posiada 5 kondygnacji (w tym 2 poziomy parkingu podziemnego na prawie 700 samochodów i jeden poziom przeznaczony na sale kinowe multipleksu).
W czasie budowy galerii handlowej Aura została zlikwidowana ulica Fabryczna, a na jej miejscu postawiono budynek centrum handlowego.

## Najemcy
W Centrum Handlowym Aura znajduje się ponad 100 butików oraz 8-salowy multipleks Helios (na ponad 1900 miejsc). Oprócz tego supermarket spożywczy, restauracje, kawiarnie, apteka, a także biblioteka multimedialna i szkoła muzyczna.